# Scrupocellaria intermedia
Scrupocellaria intermedia is een mosdiertjessoort uit de familie van de Candidae. De wetenschappelijke naam van de soort is voor het eerst geldig gepubliceerd in 1893 door Norman.